# لوسيا بي روثمان دينيس
لوسيا بياتريس روثمان دينيس (من مواليد 17 فبراير 1943) هي عالمة أحياء دقيقة أرجنتينية أمريكية وأستاذة بلقب إيه. جيه. كارلسون في قسم علم الوراثة الجزيئي بجامعة شيكاغو. عُرف عنها دراسة تنظيم النسخ وتفاعلات العائل التي تحدث أثناء الإصابة بالفيروس البكتيري. وانتخبت عضواً في الأكاديمية الوطنية للعلوم (NAS) في 2014.

## حياتها المبكرة ودراستها
ولد روثمان دينيس في بوينس آيرس في 1943 لبوريس وكارمن روثمان. درست في جامعة بوينس آيرس وتخرجت في 1964 بدرجة إجازة في الكيمياء. وظلت هناك لاستكمال دراساتها العليا وحصلت على درجة الدكتوراه في الكيمياء الحيوية في 1967. ثم عملت في معهد ليلوار. أكملت روثمان دينيس زمالة باحث ما بعد الدكتوراه في معاهد الصحةالوطنية. كما أمضت وقتاً في جامعة كاليفورنيا، سان دييغو مع إي. بيتر جايدوشيك.

## أبحاثها ومسيرتها المهنية
في 1967، عُينّت روثمان دينيس في هيئة التدريس في جامعة شيكاغو. ثم أصبحت أستاذاً متفرغاً في 1984 وأستاذة إيه. جيه. كارلسون في 2015. وهي تدرس كيف تؤثر الفيروسات البكتيرية على العمليات الجزيئية داخل العائل. وكشفت عن آليات تنظيم النسخ من خلال التحولات الهيكلية للحمض النووي. تجمع روثمان دينز بين تقنيات الخصائص الفيزيائية الحيوية والكيميائية الحيوية والهيكلية لفهم التعبير الجيني على مستوى النسخ. وهي مهتمة خصيصاً ببوليميراز الحمض النووي الريبوزي المعتمد على الآر إن إيه.
يأخذ عمل روثمان دينز الحالي في الاعتبار الآلية في بداية الحقن، عندما تُحقن البروتينات والجينومات في المضيف. وهي تعمل أيضاً على توصيف المنتجات المشفرة بالفيروسات التي تثبط الوظيفة الأساسية للمضيف. وهي تدرس هدف هذه المنتجات المشفرة فيروسياً في محاولة لتصميم مضادات حيوية جديدة. عملت في مجلس محافظي الجمعية الأمريكية لعلم الأحياء الدقيقة من 2000 إلى 2003.[بحاجة لمصدر]

## الجوائز والتكريمات
- في 2001 انتخبت عضواً في الأكاديمية الأمريكية للفنون والعلوم.[9]
- في 2014 انتخبت عضواً في الأكاديمية الوطنية للعلوم.[2][10]

حصلت روثمان دينيس على العديد من براءات الاختراع لحماية اختراعاتها، بما في ذلك بوليميراز الحمض النووي الريبوزي وركائز النسخ.